# 이월중학교
이월중학교(梨月中學校)는 대한민국 충청북도 진천군 이월면 송림리에 있는 공립 중학교이다.

## 학교 연혁
- 1971년 12월 20일 : 신축교사 준공 (교실4, 관리실1)
- 1971년 12월 27일 : 12학급 인가
- 1972년 3월 10일 : 개교 및 입학식 거행(12학급)
- 1975년 1월 21일 : 제1회 졸업식 거행(219명)
- 2000년 12월 8일 : 본관 교사 증축 준공(교실 18, 관리실 3)
- 2006년 9월 30일 : 급식소 준공
- 2008년 3월 1일 : 9학급(특수 1학급 포함) 인가
- 2010년 11월 1일 : 다목적교실(화풍이월관) 준공
- 2020년 3월 1일 : 영화제작 기반 창의·융합교육 연구학교
- 2024년 1월 5일 : 제50회 졸업식(졸업생 23명)
- 2024년 3월 4일 : 2024학년도 입학식(신입생 27명)
- 2024년 9월 1일 : 제21대 김인숙 교장 부임

## 참고 자료
- 이월중학교 - 한국교육학술정보원 학교알리미